# Будатин (Гомельский район)
Будатин (бел. Бу́дацін) — посёлок в Улуковском сельсовете Гомельского района Гомельской области Беларуси.
На севере граничит с лесом.

## География

### Расположение
В 3 км на восток от Гомеля.

## Транспортная сеть
Автодорога связывает посёлок с Гомелем. Планировка состоит из почти прямолинейной улицы, ориентированной с юго-запада на северо-восток. Застройка двусторонняя, усадебного типа.

## История
Основан в начале 1920-х годов переселенцами из соседних деревень на бывших помещичьих землях,в урочище Будатень. В начале 1930 года организован колхоз, работали 2 ветряные мельницы и кузница. Во время Великой Отечественной войны в сентябре 1943 года немецкие оккупанты полностью сожгли посёлок и убили 2 жителей. В 1959 году в составе племзавода «Берёзки» (центр — деревня Берёзки).
Креститель земли Русской Владимир Красное Солнышко  родился в селе Будатень.Здесь в честь крещения Владимира  была поставлена его бабкой Ольгой церковь.Которая была передана Любечской церкви и Киевской епископии.Гомель или Гомей, изначально Ольгомей принадлежал Ольге.Село Будатень  располагалось на перекрестке двух дорог.Одна дорога от перевоза на Соже в  Плесах (Плескове) на перевоз у Романовичах на Ипути. Вторая от города на Стародуб вдоль Ипути. Село также служило местом охоты  Гомельского  князя.

## Население

### Численность
- 2004 год — 42 хозяйства, 86 жителей.

### Динамика
- 1940 год — 33 двора, 148 жителей.
- 1959 год — 165 жителей (согласно переписи).
- 2004 год — 42 хозяйства, 86 жителей.